# CAAC (Fluggesellschaft)
CAAC (Civil Aviation Administration of China) war eine als Fluggesellschaft betriebene Abteilung der gleichnamigen  Zivilen Luftfahrtbehörde der Volksrepublik China mit Sitz in Peking. CAAC hatte als staatliche Gesellschaft das Monopol für alle Flüge im In- und Ausland inne. Im Jahr 1988 wurde CAAC als Fluggesellschaft aufgelöst und in sechs eigenständige Gesellschaften aufgeteilt.

## Geschichte

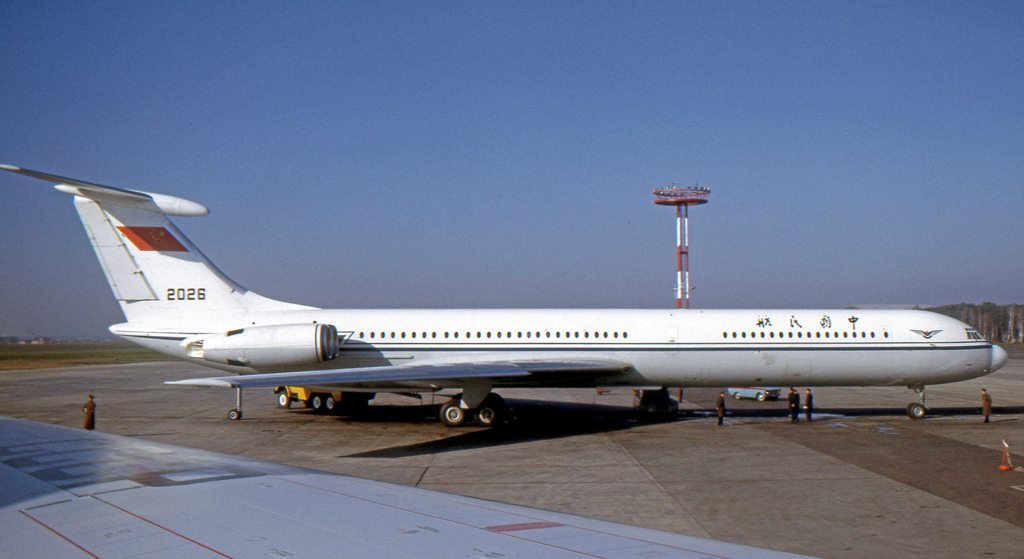
Iljuschin Il-62, Flughafen Moskau-Scheremetjewo 1974

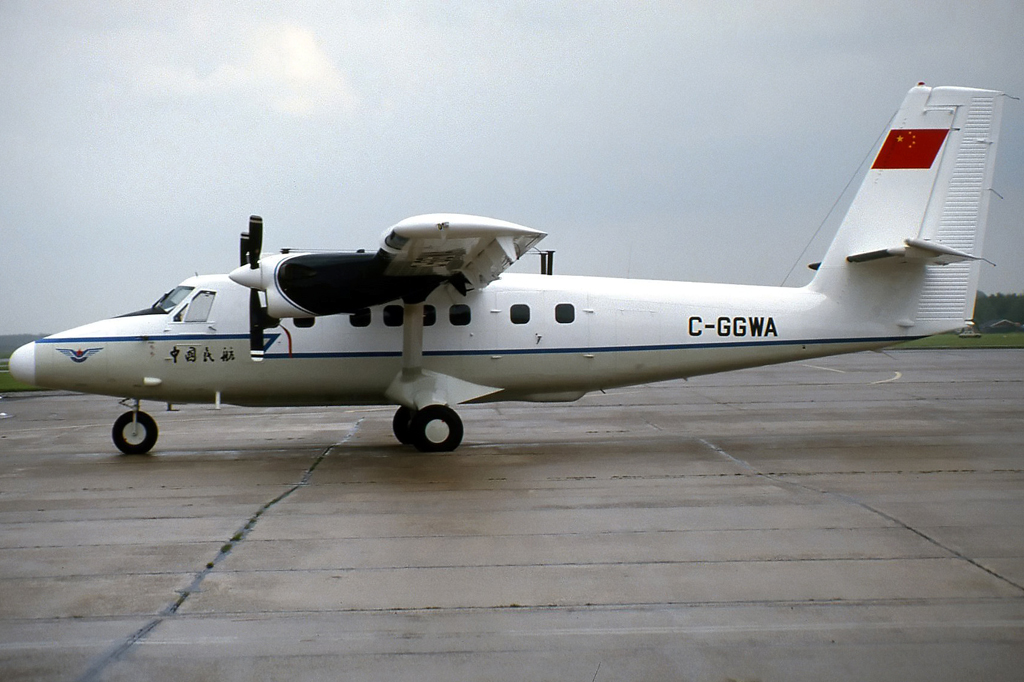
de Havilland Canada DHC-6 Twin Otter

CAAC wurde am 17. Juli 1952 als Nachfolgerin der People’s Aviation Company of China gegründet. In den 1950er-Jahren bestand die Flotte ausschließlich aus Flugzeugen mit Kolbenmotoren.
Zunächst wurden nur Inlandsflüge durchgeführt. Die ersten Auslandsstrecken wurden 1956 eröffnet. Mit ihnen wurden die Städte Rangun, Hanoi und Alma Ata in der Kasachischen SSR der Sowjetunion bedient. Dabei kamen die Lissunow Li-2 (der sowjetische Lizenzbau der Douglas DC-3) und die Iljuschin Il-14 zum Einsatz. Beide Typen sind mit Kolbenmotoren und ohne Druckkabine konstruiert.
Erst ab 1959 kam mit der Iljuschin Il-18 das erste Flugzeug mit Turbopropmotoren zum Einsatz. Ab 1962 wurde das Streckennetz ins Ausland erweitert, zuerst mit Schwerpunkt auf andere Staaten des Ostblocks wie Nordvietnam, Laos, Nordkorea und weitere Teile der Sowjetunion. Auch das Inlandsstreckennetz wurde kontinuierlich weiter ausgebaut. Die Karte zeigt den Stand von 1963.
Aufgrund von Ersatzteilproblemen mit den sowjetischen Maschinen wurden ab 1964 auch westliche Flugzeugtypen erworben, beginnend mit der Vickers Viscount.
Die ersten Langstreckenflüge wurden 1973 aufgenommen, nachdem CAAC als erste Langstreckenflugzeuge sowohl die sowjetische Iljuschin Il-62 als auch die US-amerikanische Boeing 707 gekauft hatte. Damit wurden in den Folgejahren allmählich Strecken nach Japan sowie Phnom Penh, Teheran, Bukarest und Tirana eröffnet. In Westeuropa wurden als erste Städte Paris (über Karatschi) und Zürich angeflogen.
Als erstes Großraumflugzeug wurde im Februar 1980 die Boeing 747SP in Dienst gestellt.
Mitte der 1980er-Jahre war das Streckennetz auf weitere befreundete Staaten sowie auch viele dem westlichen Lager zugerechnete Länder ausgedehnt worden. Dabei wurden die Flugzeugtypen sowjetischen Ursprungs überwiegend in die erste Ländergruppe eingesetzt, Flugzeuge der Hersteller Airbus, Boeing, McDonnell Douglas und Hawker Siddeley eher in die westlichen.
Neben der Durchführung von Flügen in der Passagier- und Frachtluftfahrt wurden, wie in anderen damaligen Ostblockstaaten, auch Agrarflug, Luftbildfotografie, Luftbildmessung und andere Spezialbereiche der Fliegerei abgedeckt, teilweise auch mit Hubschraubern.
Am 1. Juli 1988 wurde CAAC als Fluggesellschaft aufgelöst und in sechs eigenständige Gesellschaften aufgeteilt. Dabei handelte es sich um Air China, China Eastern Airlines, China Southern Airlines, China Northern Airlines, China Northwest Airlines und China Southwest Airlines.
Später fusionierte die Hälfte dieser Fluggesellschaften zu drei größeren. Dabei ging China Southwest Airlines in Air China auf, China Northern Airlines in China Southern Airlines und China Northwest Airlines in China Eastern Airlines.
Die CAAC blieb als Zivile Luftfahrtbehörde der Volksrepublik China bestehen.

## Flotte

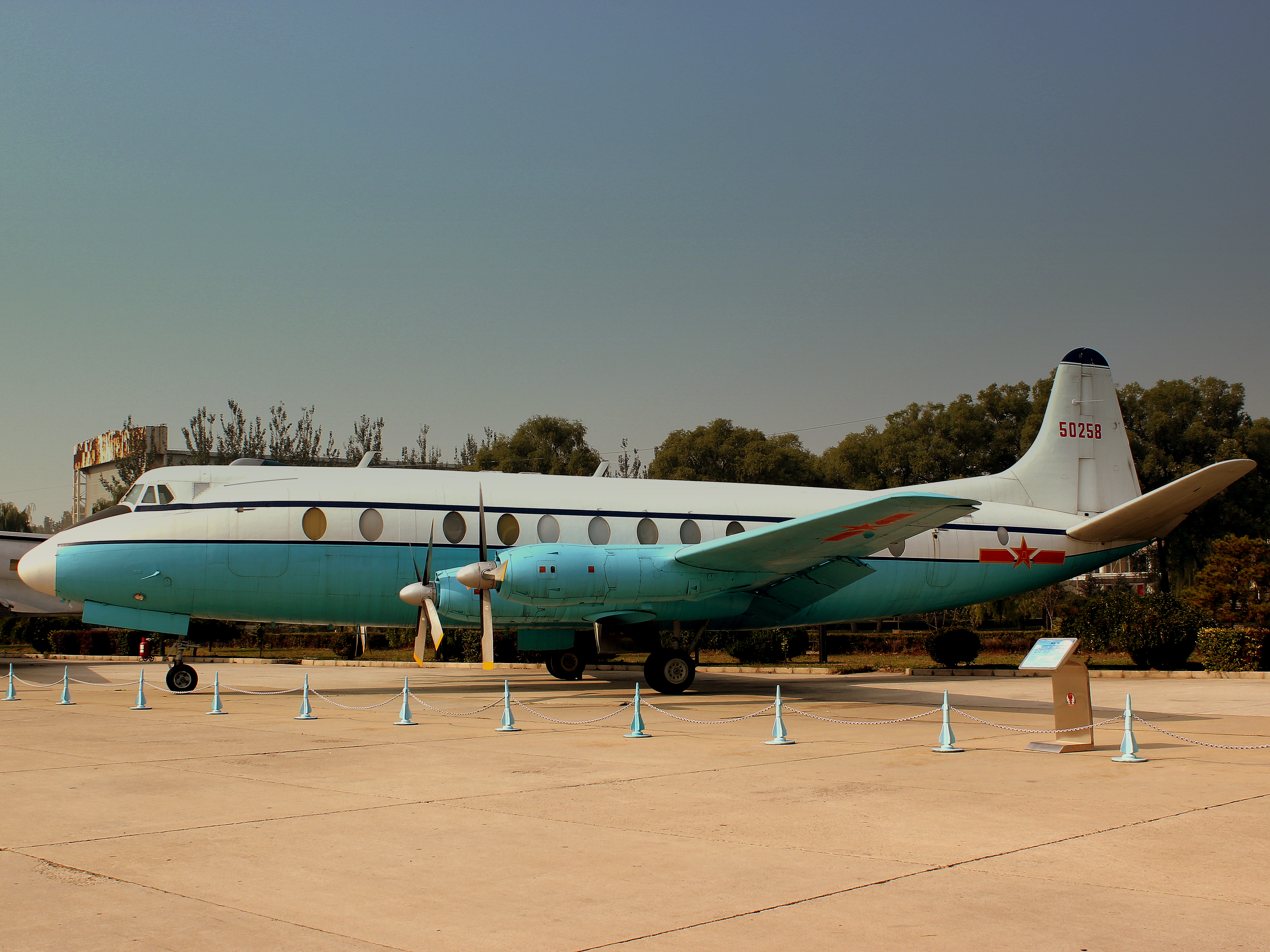
Vickers Viscount

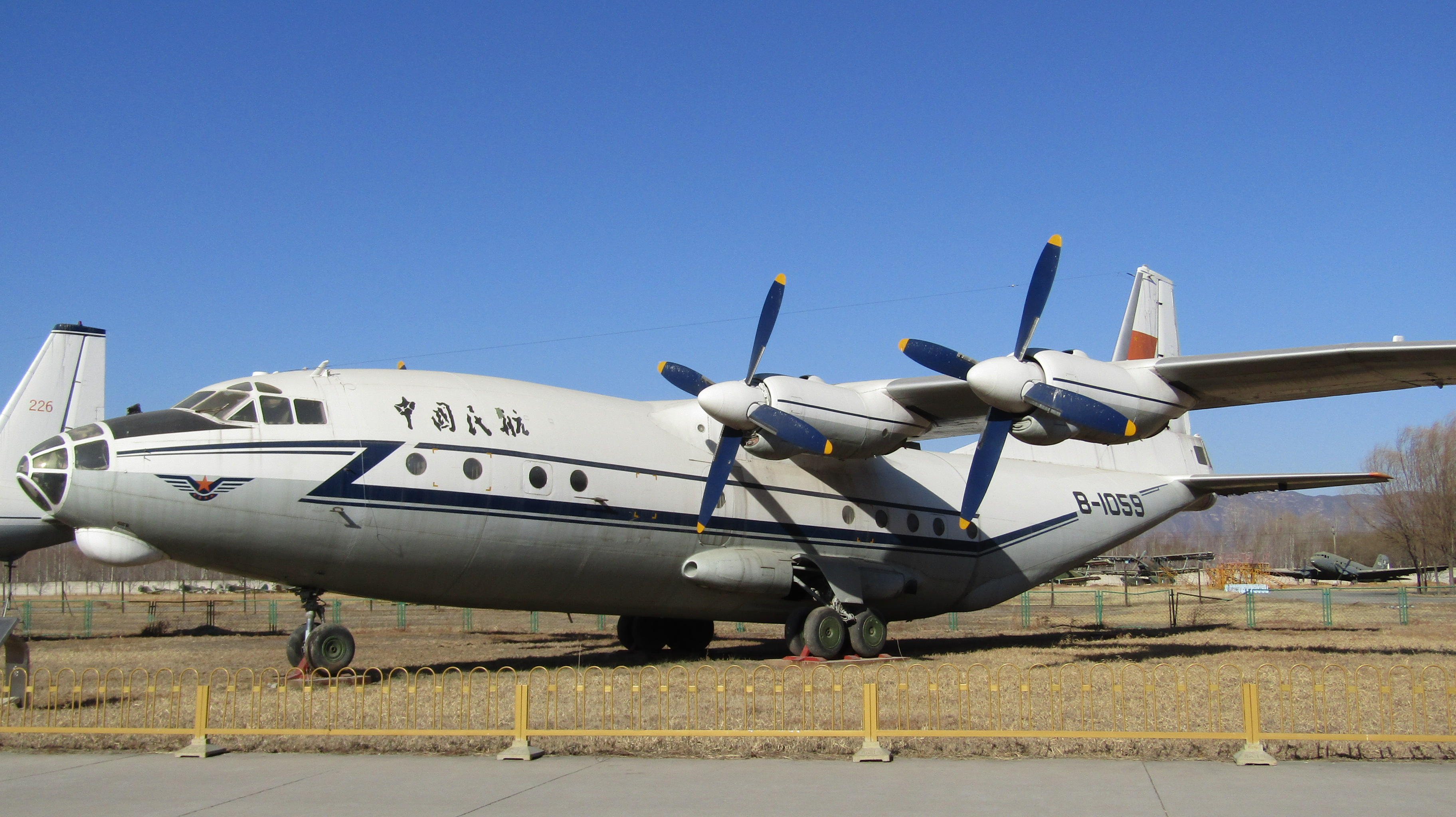
Antonow An-12

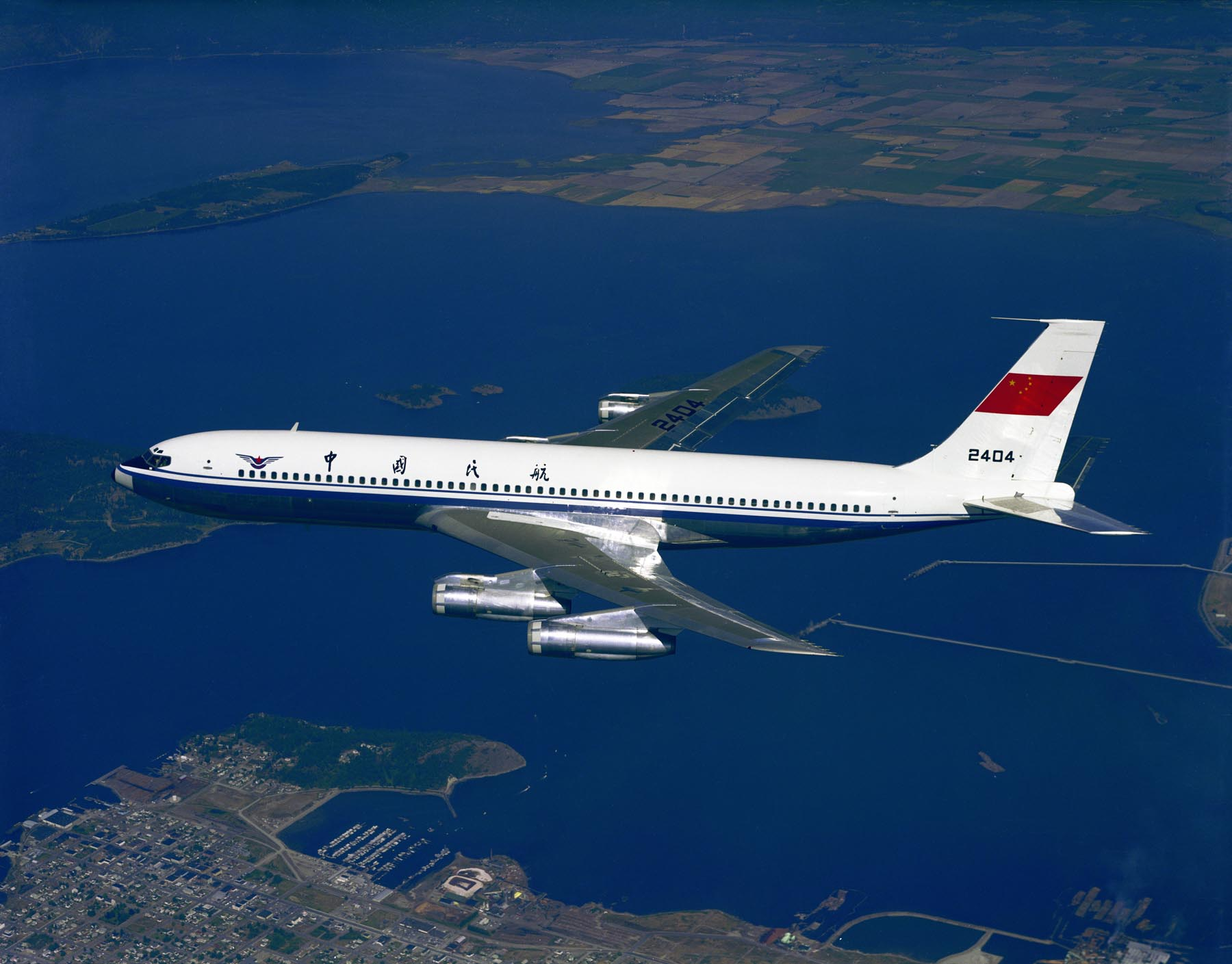
Boeing 707

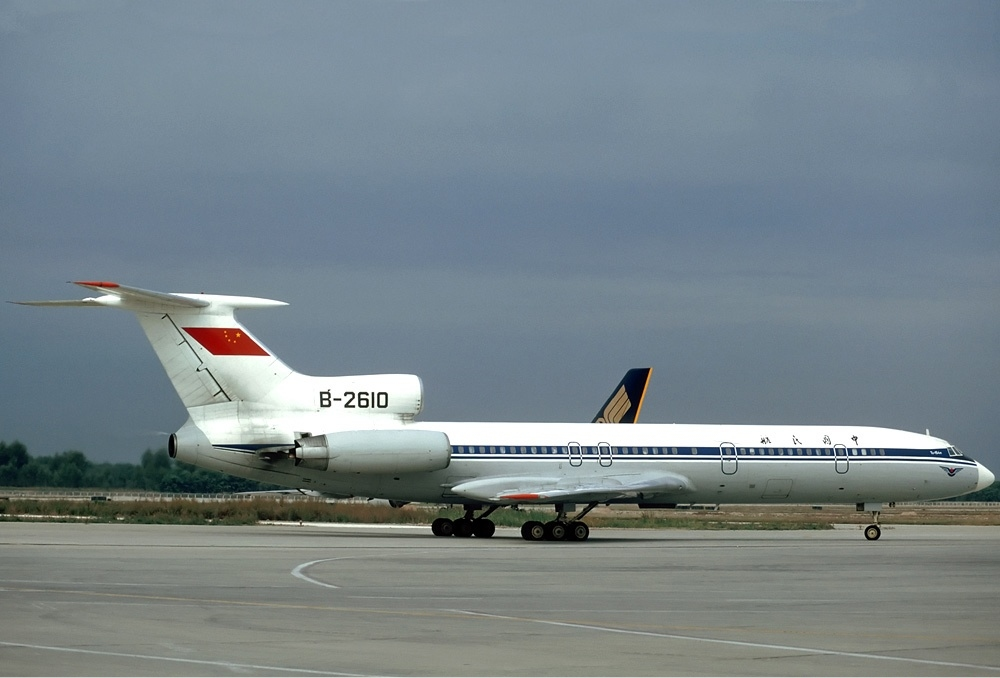
Tupolew Tu-154, Flughafen Peking 1988

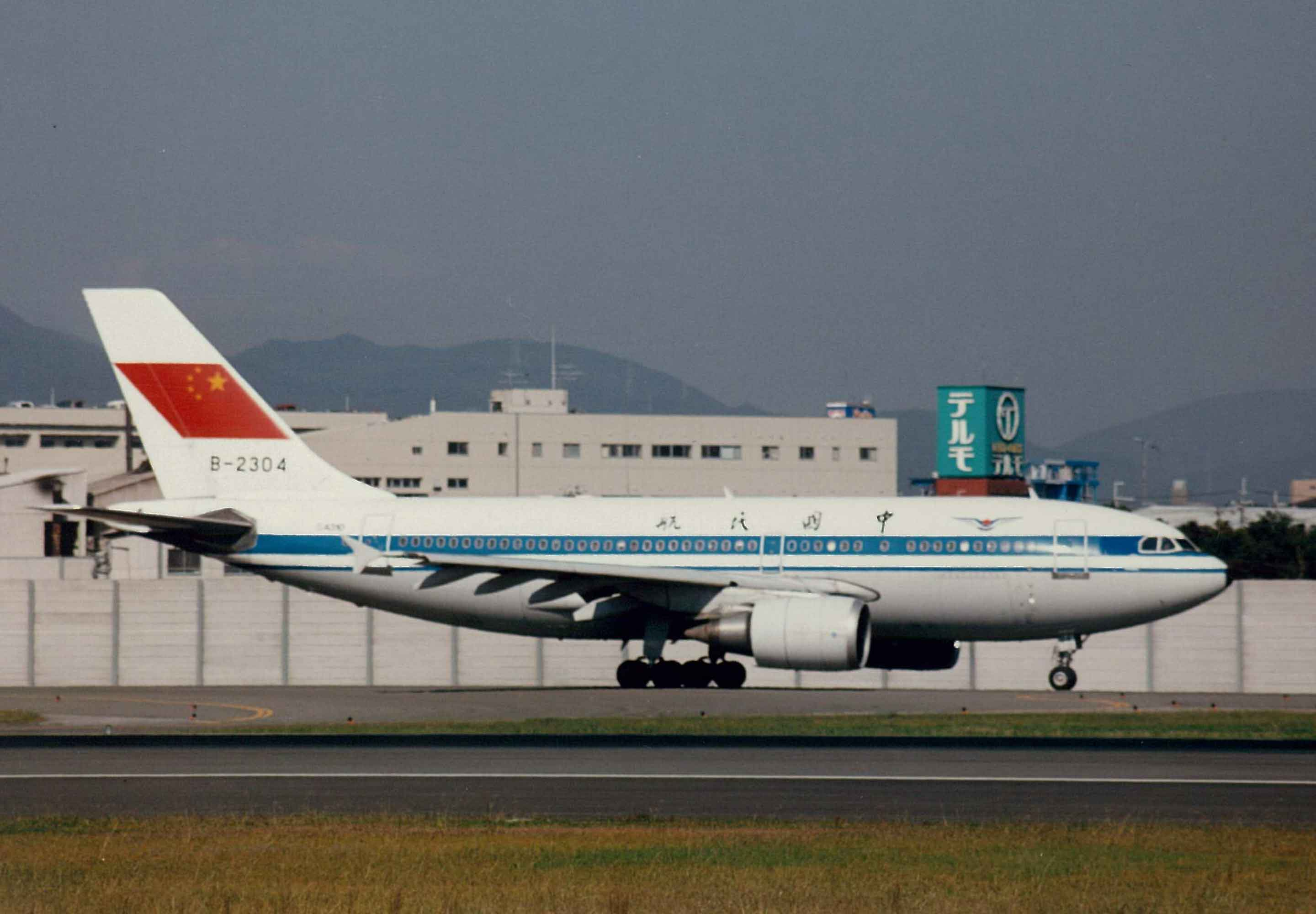
Airbus A310

Im Laufe ihres Bestehens setzte CAAC sowohl sowjetische als auch westliche Flugzeugtypen ein:

### Flotte bei Betriebseinstellung
Bei ihrer Auflösung im Juli 1988 verfügte die CAAC über folgende Flugzeugtypen:

#### Verkehrsflugzeuge
- 05 × Airbus A310
- 02 × Antonow An-12
- 30 × Antonow An-24
- 03 × Antonow An-26
- 05 × Antonow An-30
- 10 × BAe 146-100
- 10 × Boeing 707
- 17 × Boeing 737-200
- 08 × Boeing 737-300
- 04 × Boeing 747SP
- 02 × Boeing 747-200
- 03 × Boeing 757
- 06 × Boeing 767
- 11 × de Havilland Canada DHC-6 Twin Otter
- 23 × Hawker Siddeley Trident 2E
- 25 × Iljuschin Il-14
- 08 × Iljuschin Il-18
- 05 × Iljuschin Il-62
- 05 × Lisunow Li-2
- 02 × Lockheed L-100 Hercules
- 06 × McDonnell Douglas DC-9-82/MD-82
- 07 × Short 360
- 11 × Tupolew Tu-154M
- 15 × Xian Yunshuji Y-7
- 10 × Xian Yunshuji Y-7-100
- 0? × Yunshuji Y-5 (Antonow An-2)

#### Allgemeine Luftfahrt und Hubschrauber
- 02 × Aérospatiale SA-319 Alouette III
- 0? × Antonow An-2
- 03 × Beechcraft Super King Air
- 03 × Bell 212
- 03 × Bell 214ST
- 04 × Bölkow Bo 105
- 10 × Cessna Citation V
- 10 × Mil Mi-8
- 05 × Sikorsky S-76

### Zuvor eingesetzte Flugzeuge
- Curtiss C-46 Commando
- Douglas DC-3
- Harbin Y-11
- Harbin Y-12
- Hawker Siddeley Trident 3B
- Shaanxi Y-8
- Shanghai Y-10
- Vickers Viscount

## Zwischenfälle
Von der Gründung 1952 bis zur Betriebseinstellung im Juli 1988 kam es bei CAAC zu mindestens 19 bekannt gewordenen Totalschäden von Flugzeugen. Bei mindestens 12 davon kamen wenigstens 367 Menschen ums Leben. Vor allem in den früheren Betriebsjahren wurden außerhalb Chinas nicht alle Unfälle bekannt. Vollständige Liste der außerhalb Chinas bekannt gewordenen Zwischenfälle:
- Am 20. November 1952 konnte eine Curtiss C-46D Commando der CAAC (Luftfahrzeugkennzeichen B-213)  beim Start auf dem Flugplatz Kunming Wujiaba (China) aufgrund von Triebwerksproblemen nicht rechtzeitig abheben, so dass der Start abgebrochen wurde. In der Folge wurde das Flugzeug irreparabel beschädigt, als es auf ein Weizenfeld aufrollte, wodurch das Fahrwerk zusammenbrach. Alle 24 Insassen, Besatzungsmitglieder und Passagiere, überlebten den Unfall.[13]

- Am 16. Dezember 1952 fing an einer Curtiss C-46 Commando der CAAC (B-216) im Steigflug nach dem Start vom Militärflugplatz Chongqing-Baishiyi (China) in 9000 Fuß (2740 Meter) Höhe die rechte Triebwerksgondel Feuer. Die Besatzung kehrte zur Notlandung zurück und konnte das Feuer innerhalb von zehn Minuten löschen. Der erste Offizier interpretierte jedoch die Anzeigeleuchten des Fahrwerks falsch und verriegelte das Fahrwerk vor dem Aufsetzen nicht. Infolgedessen fuhr das Fahrwerk am Boden von selbst wieder ein und das Flugzeug wurde irreparabel beschädigt. Alle drei Besatzungsmitglieder und sämtliche Passagiere überlebten den Unfall. Das Flugzeug wurde zerstört.[14]

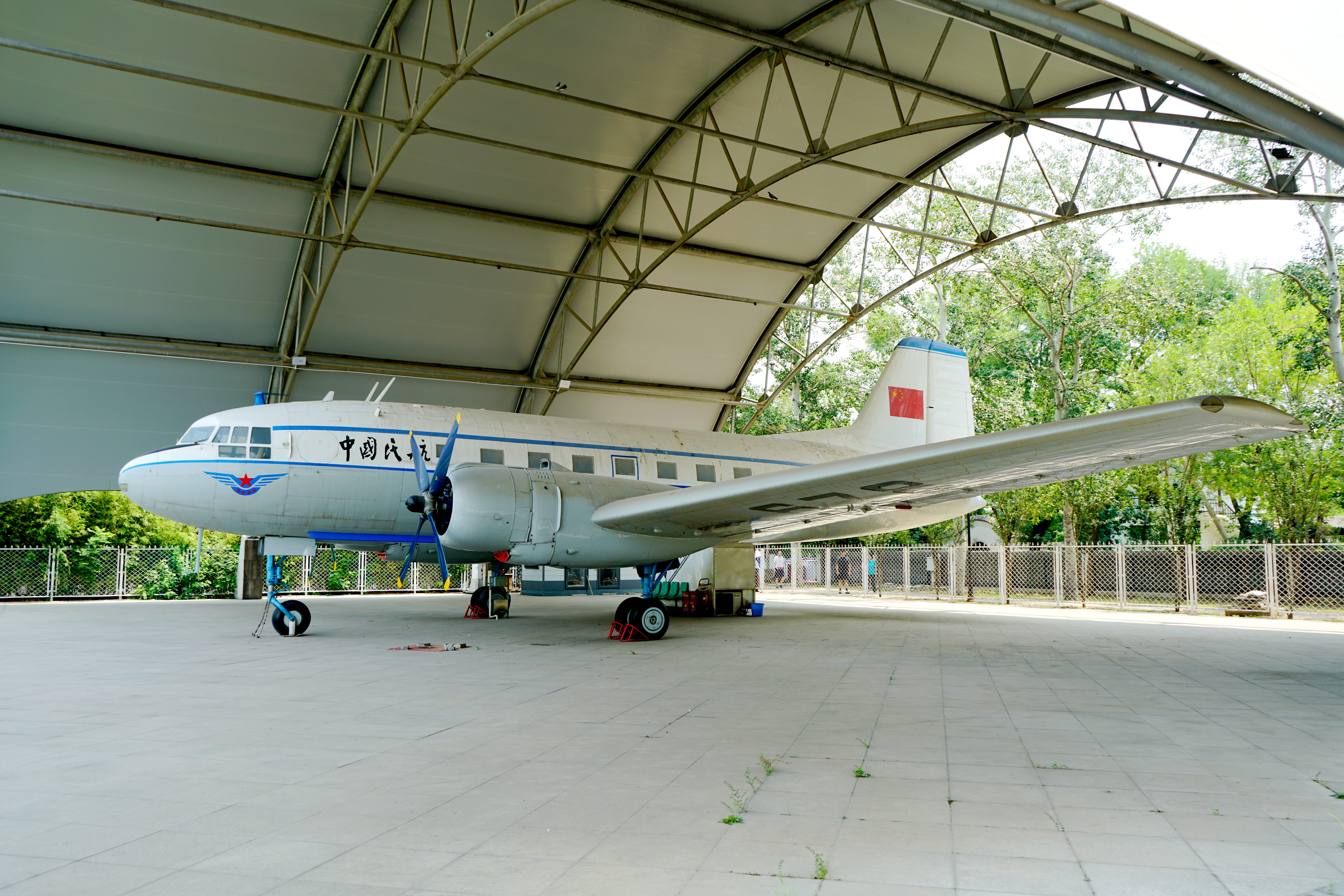
Iljuschin Il-14, baugleich mit den in der Liste aufgeführten Unfallmaschinen

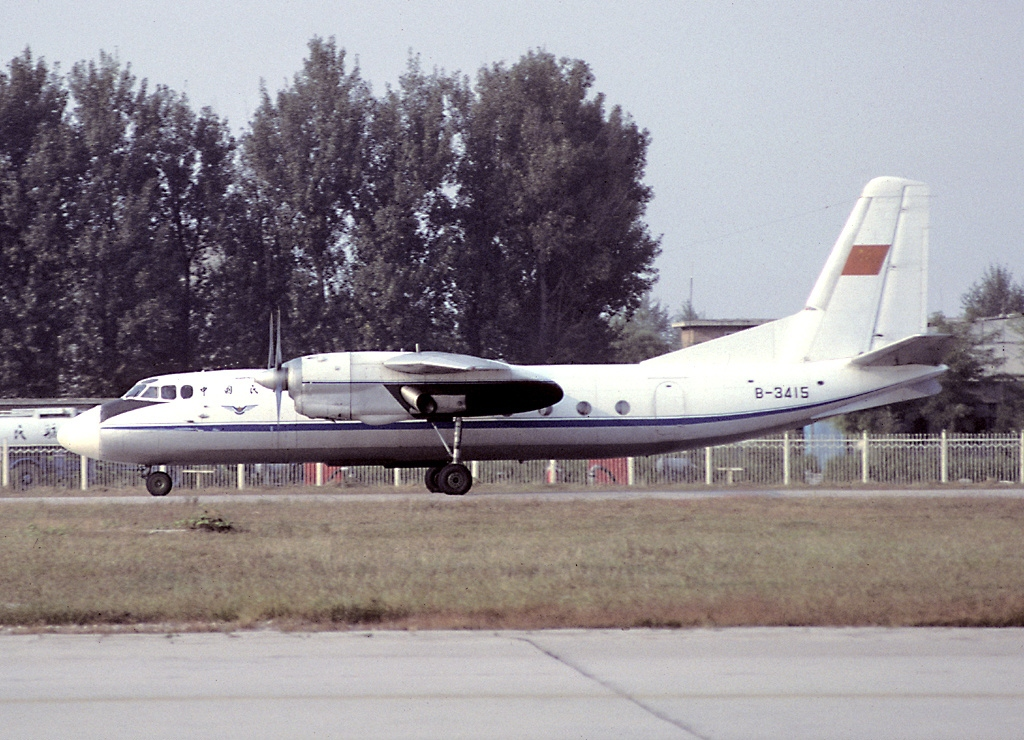
Antonow An-24, Peking 1988, baugleich mit den in der Liste aufgeführten Unfallmaschinen

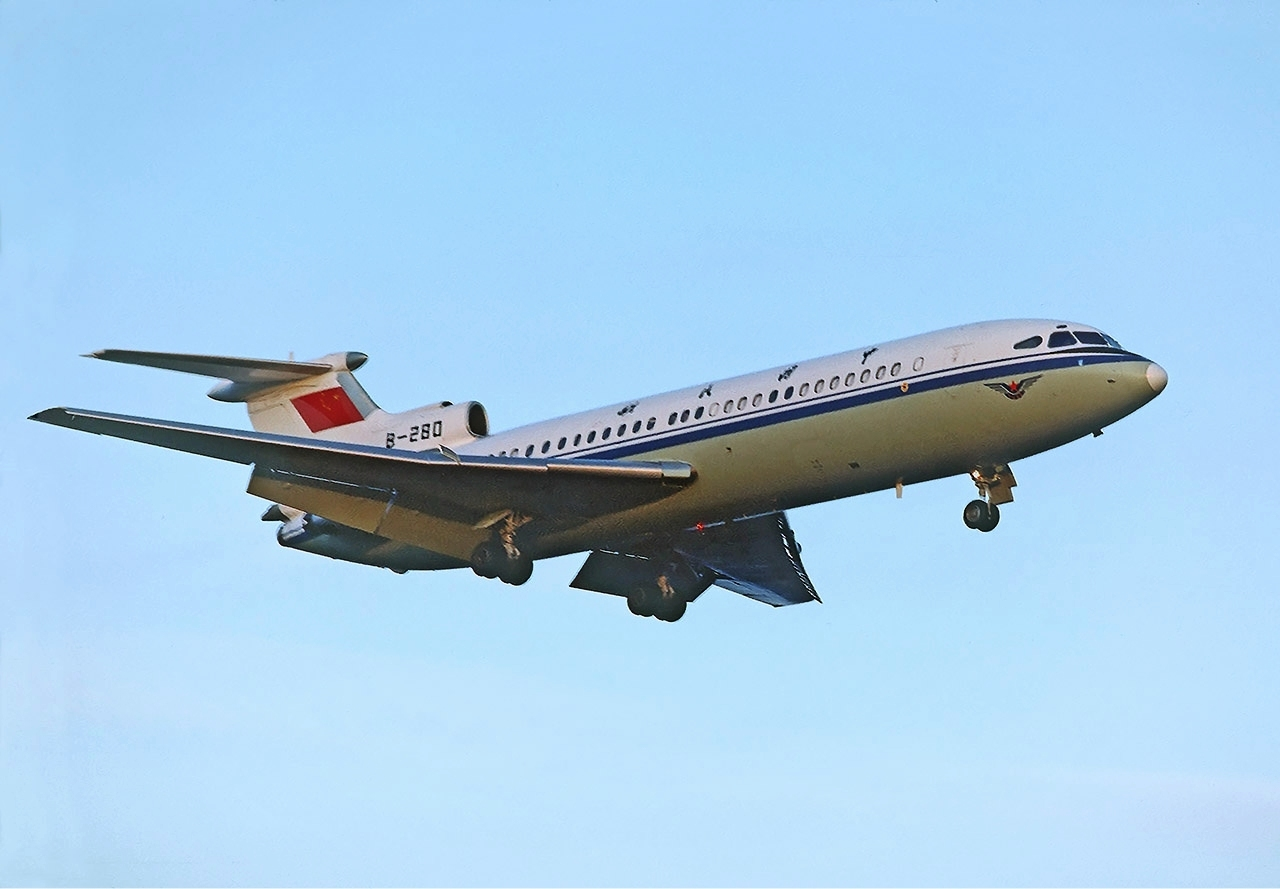
Hawker Siddeley Trident, Flughafen Stockholm/Arlanda 1979, baugleich mit den 1979, 1982, 1983 und 1988 verunglückten Maschinen

- Am 5. April 1958 verunglückte eine Iljuschin Il-14 der CAAC (B-632) auf einem Inlandsflug 70 Kilometer von Xi’an (China) entfernt. Alle 14 Insassen, fünf Besatzungsmitglieder und 9 Passagiere, kamen ums Leben.[15]

- Am 26. September 1961 wurde eine Yunshuji Y-5 (Antonow An-2) der CAAC (B-18188) bei Qinglongshan (China) in eine Bergflanke geflogen. Bei diesem CFIT (Controlled flight into terrain) wurden alle 15 Insassen, fünf Besatzungsmitglieder und 10 Passagiere, getötet.[16]

- Am 15. Februar 1966 wurde eine Yunshuji Y-5 (Antonow An-2) der CAAC (B-18152) in der Provinz Gansu (China) bei schlechter Sicht in einen Berghang geflogen. Bei diesem CFIT (Controlled flight into terrain) wurden die beiden Piloten, die einzigen Insassen, getötet.[17]

- Am 5. Dezember 1968 wurde eine Iljuschin Il-14 der CAAC (B-640) in Peking (China) irreparabel beschädigt. Über Personenschäden ist nichts bekannt.[18]

- Im Jahr 1969 (genaues Datum unbekannt) wurde eine Iljuschin Il-14 der CAAC (B-618) in Nanchang (China) irreparabel beschädigt. Über Personenschäden ist nichts bekannt.[19]

- Am 14. November 1970 wurde eine Iljuschin Il-14 der CAAC (B-616) in Guiyang (China) irreparabel beschädigt. Über Personenschäden ist nichts bekannt.[20]

- Am 14. Januar 1973 flog eine Iljuschin Il-14 der CAAC (B-644) in der Nähe von Guiyang (China) in einen Berg. Alle 29 Insassen, sieben Besatzungsmitglieder und 22 Passagiere, wurden getötet.[21]

- Am 21. Januar 1976 verunglückte eine Antonow An-24 der CAAC (B-492) im Anflug auf den Flughafen Changsha-Datuopu (China). Alle 40 Insassen kamen ums Leben (siehe auch Flugunfall einer Antonow An-24 der CAAC bei Changsha 1976).[22]

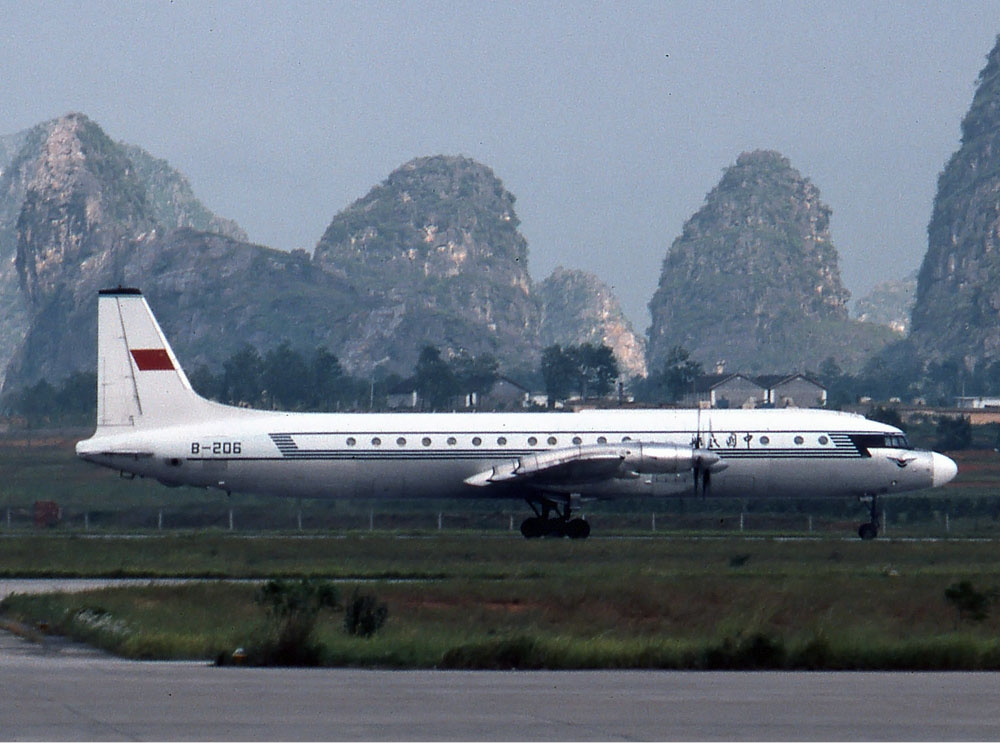
Iljuschin Il-18, Flughafen Guilin Qifengling 1984, baugleich mit der 1982 aufgeführten Unfallmaschine

- Im Februar 1977 (genaues Datum unbekannt) wurde eine Iljuschin Il-18 der CAAC (B-204) auf dem Flughafen Shenyang Dongta (China) irreparabel beschädigt. Über Personenschäden ist nichts bekannt.[23]

- Am 14. März 1979 stürzte eine Hawker Siddeley Trident 2E der CAAC (B-274) kurz nach dem Start vom Flughafen Peking-Xijiao (China) in eine Fabrik. Dabei kamen alle 12 Besatzungsmitglieder, die einzigen Insassen, sowie 32 Menschen am Boden ums Leben. Die Maschine befand sich auf einem Trainingsflug.[24]

- Am 20. März 1980 verunglückte eine Antonow An-24 der CAAC (B-484) nahe dem Flughafen Changsha-Datuopu (China) und brannte aus. Alle 26 Insassen, sieben Besatzungsmitglieder und 19 Passagiere, kamen ums Leben (siehe auch Flugunfall einer Antonow An-24 der CAAC bei Changsha 1980).[25]

- Am 26. April 1982 wurde eine am Flughafen Guangzhou-Baiyun (alt) gestartete Hawker Siddeley Trident 2E der CAAC (B-266) im Anflug auf den Flughafen Guilin Qifengling gegen einen Berg etwa 60 km südöstlich davon geflogen. Bei diesem CFIT (Controlled flight into terrain) wurden alle 112 Insassen getötet (siehe auch CAAC-Flug 3303).[26]

- Am 24. Dezember 1982 entstand an Bord einer Iljuschin Il-18B der CAAC (B-202) kurz vor der Landung auf dem Flughafen Guangzhou-Baiyun (alt) ein Brand. Die Maschine konnte sicher gelandet werden und eine Evakuierung wurde eingeleitet. Von den 69 Personen an Bord starben 25 Passagiere, 37 Personen wurden verletzt. Der Brand war durch die Zigarette verursacht worden, die ein Passagier versehentlich in eine unzugängliche Lücke zwischen der Sitzschiene und der Innenwand der Kabine fallen gelassen hatte (siehe auch CAAC-Flug 2311).[27]

- Am 27. Februar 1983 überrollte eine Hawker Siddeley Trident 2E der CAAC (B-260) bei der Landung auf dem Flughafen Fuzhou Yixu (China) das Landebahnende. Das Bugfahrwerk brach zusammen, die Maschine wurde irreparabel beschädigt. Alle 96 Insassen überlebten den Unfall.[28]

- Am 14. September 1983 rollte eine Hawker Siddeley Trident 2E der CAAC (B-264) auf dem Flughafen Guilin Qifengling (China) auf die Startbahn. Dabei stürzte ein Bomber des Typs Harbin H-5 in die rechte Seite der Passagiermaschine. Dadurch wurden 11 Passagiere von den insgesamt 106 Insassen getötet (siehe auch Flugzeugkollision von Guilin 1983). Das Flugzeug wurde irreparabel beschädigt.[29]

- Am 18. Januar 1985 wurde eine Antonow An-24 der CAAC (B-434) während des Durchstartens in Nebel und Sprühregen am Flughafen Jinan Yaoqiang (China) so langsam geflogen, dass es zum Strömungsabriss kam. Das Flugzeug stürzte ab. Von den 41 Personen an Bord wurden 38 getötet, alle sechs Besatzungsmitglieder und 32 Passagiere (siehe auch CAAC-Flug 5109).[30]

- Am 22. Oktober 1985 überrollte eine Short 360 der CAAC (B-3606) auf dem Flughafen von Enshi (China) das Landebahnende. Alle 25 Insassen, vier Besatzungsmitglieder und 21 Passagiere, überlebten den Unfall. Das Flugzeug wurde irreparabel beschädigt.[31]

- Am 15. Dezember 1986 fiel bei einer Antonow An-24 der CAAC (B-3413) in schweren Vereisungsbedingungen das Triebwerk Nr. 2 (rechts) aus. Während der Rückkehr zum Startflughafen Lanzhou Zhongchuan (China) schlug die mit nur noch einem laufenden Triebwerk fliegende Maschine im Anflug auf dem Boden auf. Dabei kamen 6 Passagiere von den insgesamt 44 Insassen ums Leben (siehe auch Flugunfall einer Antonow An-24 der CAAC bei Lanzhou).[32]

- Am 31. August 1988 rutschte eine am Flughafen Guangzhou-Baiyun (alt) gestartete Hawker Siddeley HS.121 Trident 2E der chinesischen CAAC Airlines (B-2218) auf dem Flughafen Hongkong-Kai Tak bei einer Bruchlandung ins Hafenbecken. Die Unfallursache war vermutlich eine Sichtverschlechterung durch Starkregen; 7 Insassen ertranken (siehe auch CAAC-Flug 301).[33]